# Eurybia
Eurybia (altgriechisch Εὐρύβια Eurýbia, deutsch ‚die weithin Gewaltige‘) ist in der griechischen Mythologie die Tochter des Meeresgottes Pontos und der Erdgöttin Gaia.
Ihr Herz soll aus Stahl gewesen sein. Die Geschwister von Eurybia sind die Meeresgötter Nereus, Phorkys, Keto und Thaumas. Mit dem Titanen Kreios ist sie die Mutter von Astraios, Pallas und Perses.